# T-Höhle
Die T-Höhle (Katasternummer 1616/8) ist eine wasserführende Höhle im Toten Gebirge auf Bad Ischler Gemeindegebiet in Oberösterreich. Sie befindet sich im Rettenbachtal in 545 m ü. A. an der Abzweigung von der Rettenbachalmstraße in die Grabenbach-Forststraße, unmittelbar vor der Brücke am orografischen rechten Ufer des Rettenbaches. Als Besonderheit dieser Höhle gelten viele schön herausmodellierte Megalodonten.

## Beschreibung
Bei der T-Höhle handelt es sich um eine Schichtfugenhöhle mit einem engen, bis zu 2 m tief erodierten Gerinne, in dem der Höhlenbach fließt. Darüber befindet sich ein horizontaler Freiraum, der der Höhle ein ausgeprägtes T-Profil verleiht. Der Höhlenbach verschwindet wenige Meter vor dem unauffälligen kleinen Eingang im Blockwerk. Vom Eingang erstreckt sich die Höhle in ihrer Hauptrichtung nach Nordwest, anfangs mit auffälligem T-Profil, erst in der hinteren Hälfte ist die Raumentwicklung größer. Das Höhlenende bildet ein Siphon.